# Варна (провинция Больцано)
Ва́рна (итал. Varna), также Фарн (нем. Vahrn) — коммуна в Италии, расположена в автономной области Трентино-Альто-Адидже, подчиняется административному центру Больцано.
Население составляет 3994 человека (2008 г.), плотность населения составляет 57 чел./км². Занимает площадь 70 км². Почтовый индекс — 39040. Телефонный код — 0472.

## Демография
Динамика населения: